# Rainis
Jānis Krišjānis Pliekšāns, (født 11. september 1865 i Dunavas pagasts i Guvernement Kurland, død 12. september 1929 i Majori, Jürmala i Letland) bedre kendt under pseudonymet Rainis, var en lettisk digter, dramatiker, oversætter og politiker. Rainis' værker omfatter de klassiske skuespil Uguns un nakts (Ild og nat) fra 1905 og Indulis un Ārija (Indulis og Ārija) fra 1911, og en højt anset oversættelse af Goethes Faust. Hans værker havde en gennemgribende indflydelse på det litterære lettiske sprog, og den etniske symbolik han anvendte i sine større værker har været midtpunkt for den lettiske nationalisme.

## Liv og gerning
Rainis blev født på gården "Varslavāni" i Dunava sogn i Jēkabpils kommune. Hans fader, Krišjānis Pliekšāns (ca. 1828-1891), var en fæstebonde. Hans mor var Dârta, født Grikovska (ca. 1828-1899), og han havde to søstre, Līze (1854-1897) og Dora (1870-1950). Under sin uddannelse på Riga Bys Gymnasium mødtes han og oprettede et venskab med Pēteris Stučka, Dora Pliekšānes fremtidige mand, der senere blev en fremtrædende lettisk kommunist.

### Tidlig karriere
Rainis studerede jura ved universitetet i Skt. Petersborg, hvor han delte et værelse med Pēteris Stučka. Mens han stadig var studerende, indsamlede Rainis allerede folkesange, skrev satirisk og lyrisk poesi og oversatte litteratur. Sammen med Stučka redigerede han en samling af epigrammer og satire, Mazie dunduri (The Small Gadflies) og udgivet Apdziedāšanas dziesmas (Mocking Songs) om den tredje alt-lettiske sangfestival. De to mænd skiltes dog senere på grund af forskellene mellem socialistisk og kommunistisk ideologi.
Efter afslutningen af sine studier arbejdede han ved de regionale retssale i Vilnius og med Andrejs Stērsts i Jelgava. Rainis skrev til "Dienas Lapa" (Den Daglige Side), "Tēvija" (Fædreland) og det lettiske konversationsleksikon.
Fra 1891 til 1895 var Rainis chefredaktør for "Dienas Lapa". Dienas Lapa var for det meste en gruppe af unge lettiske liberale og socialistiske intellektuelle, der blev kendt som den nye bølge. Efter at have deltaget i kongressen for Anden Internationale i 1893 begyndte Rainis at understrege socialistisk ideologi og nyheder om socialistiske begivenheder i "Dienas Lapa". Han er anerkendt som fader til lettisk socialisme. Det var i denne periode, at han mødte Aspazija (pseudonym for Elza Pliekšāne, født Rozenberga), en anden lettisk digter og dramatiker aktiv i den nye bølge.
På grund af deres sociale kritik og opfordringer til forskellige reformer, blev den nye bølge betragtet som en belastende bevægelse og blev genstand for en tsaristisk nedbrydning. I 1897 blev Rainis anholdt og deporteret først til Pskov og senere til Vjatka guvernement (senere Kirov oblast). Det var under denne periode med intern eksil, at Rainis oversatte Faust og andre værker fra klassisk litteratur. Her producerede han også sin første samling af digte, Tālas noskaņas zilā vakarā (Lange blå aftenstemninger, 1903).

### I eksil
Rainis var også socialt aktiv og politisk fremtrædende, idet han var en af de nationale ledere af revolutionen i 1905 i Letland og den Nye Strøm, der gik forud. Efter revolutionens fiasko emigrerede han til Schweiz sammen med sin kone Aspazija og bosatte sig i Castagnola, en forstad til Lugano. I denne periode skrev han både flere skuespil (Zelta Zirgs (Den gyldne hest); Jāzeps un viņa brāļi (Joseph og hans brødre); Spēlēju, dancoju (Jeg spillede, jeg sang); Daugava (Daugava, 1916) og Ģirts Vilks). Det var i skuespillet Daugava, at han for første gang gjorde sig til talsmand for Letlands selvstændighed.

### Tilbage til Letland
Rainis og Aspazija vendte tilbage til Letland den 4. april 1920 og modtog en heltevelkomst. De havde tjent som de åndelige ledere for kampen for lettisk uafhængighed. Rainis, som medlem af det lettiske socialdemokratiske arbejderpartis centralkomité, genoptog sin politiske aktivitet og var medlem af Letlands forfatningsmæssige forsamling (Satversmes sapulce) og Saeima (Parlamentet) og Ministeriet for Uddannelsesministeriets Kunstafdeling, grundlægger af og direktør for Dailes Theatre og direktør for det lettiske nationalteater fra 1921 til 1925, undervisningsminister fra december 1926 til januar 1928  og medlem af Kulturfondet og Lāčplēsisordenen. 
Rainis havde ambition om at blive Letlands præsident og blev mindre fremtrædende i politik, da denne ambition ikke blev opfyldt.
I 1920'erne var Rainis blandt de kandidater, der blev anset for Nobelprisen i litteratur. Hans tidsskrifter fra disse år udviser både hans store længsel efter denne internationale anerkendelse, såvel som hans bitre skuffelse over aldrig at modtage prisen.
Han døde i Majori i 1929.